# Список герцогов де Немур

Герцогство Немур на карте Франции

Немур (фр. Nemours) — французское графство в Гатине. 
С XII века сеньория Немур принадлежала дому Вильбеон. В 1274 году Немур был продан Жаном и Филиппом де Немур королю Франции Филиппу III. В 1364 году Немур возведен в ранг графства и передан Жану III де Грайи, капталю де Бюш. При короле Карле VI в 1404 году было возведено в ранг герцогства-пэрства и передано Карлу III Благородному, королю Наварры, в обмен на город Шербур, который тот в 1399 году выкупил у Ричарда II Английского.

## Сеньоры де Немур

### Дом де Шато-Ландон
- до 1147 : Орсон I (ум.1147), первый сеньор де Немур, вероятно сын Фулька, виконта де Шато-Ландон
- 1147—1196 : Авелина (1130—1196), дочь предыдущего

муж: с 1147/1150—Готье I де Виллебеон

### Дом де Виллебеон
- 1147/1150—1205 : Готье I Старый (ум.1205), муж предыдущей
- после 1150—1191 : Филипп I (1150/1155—1191), сын предыдущего
- 1205—1221/1222 : Готье II (ум.1221/1222), сын предыдущего
- 1221/1222—1255 : Филипп II (ум.1255), сын предыдущего
- 1255—1270 : Готье III (ум.1270), сын предыдущего
- 1270—1274 : Филипп III (ум.1276), брат предыдущего, в 1274 году продал свои права на Немур королю Франции Филиппу III
- 1274—1276 : Жан I (ум.1282/1285), брат предыдущего, в 1276 году продал Немур королю Франции Филиппу III

## Графы Немурские

### Дом Грайи
- 1364—1369 : Жан II (ок.1331—1369)

## Герцоги Немурские

### Дом д’Эврё
- 1404—1425: Карл I Благородный (1361—1425), король Наварры с 1387 года, граф д’Эврё в 1387—1404 годах
- 1437—1441: Бланка I Наваррская (1385—1441), дочь предыдущего, королева Наварры с 1425

1-й муж: с 1402 — Мартин I (1374—1409), король Сицилии
2-й муж: с 1419 — Хуан II (1397—1479), король Наварры и Арагона

### Дом Бурбон — Ла Марш
- 1461—1464: Элеонора де Бурбон (1412-после 1464), внучка предыдущего, дочь Жака II де Бурбона, графа де Ла Марш, и Беатрисы Эврё-Наваррской. В 1429 году вышла за Бернара д’Арманьяка, графа де Пардиака
- 1461—1462: Бернар д’Арманьяк (1400—1457/1462), муж предыдущей

### Дом д’Арманьяк

Герб дома д’Арманьяк-Пардиак

- 1464—1477: Жак I д’Арманьяк (1433—1477), сын предыдущих. В 1462 году женился на Луизе Анжуйской. В 1477 г. казнен как изменник, но в 1483 г. король Карл VIII передал Немур его сыну Жану
- 1484—1500: Жан III д’Арманьяк (1467—1500), старший сын Жака д’Арманьяка и Луизы Анжуйской
- 1500—1503: Людовик I д’Арманьяк (1472—1503), младший сын Жака д’Арманьяка и Луизы Анжуйской

После его смерти Немур отошел короне.

### Дом Фуа-Грайи
В 1507 году король Людовик XII передал Немур своему племяннику Гастону де Фуа:
- 1507—1512: Гастон I де Фуа (1489—1512), граф д’Этамп, сын Жана де Фуа, графа д’Этампа, и Марии Орлеанской, сестры короля Людовика XII

После его смерти Немур вернулся к короне.

### Дом Медичи
В 1515 году король Франциск I отдал Немур Джулиано Медичи:
- 1515—1516: Джулиано I Медичи (1478—1516), сын Лоренцо Медичи и Клариче Орсини
- 1516—1524 : Филиберта Савойская (1498—1524), жена предыдущего

После её смерти Немур вернулся к короне.

### Савойский дом

Герб Савойского дома

В 1527 году король Франциск I отдал герцогство Немурское своей матери Луизе Савойской. В 1528 году он забрал у неё герцогство и отдал его Филиппу Савойскому:
- 1527—1528: Луиза Савойская (1476—1531), сестра предыдущей
- 1528—1533: Филипп IV Савойский (1490—1533), брат предыдущей, граф Женевский, сын герцога Филиппа II Савойского и Клодины де Бросс. В 1528 году женился на Шарлотте Орлеанской, дочери герцога Луи I де Лонгвиля
- 1533—1585: Жак II (1531—1585), сын предыдущих, граф Женевский. Женился в 1566 году на Анне д’Эсте, вдове герцога Франсуа I де Гиза и дочери Эрколе II д’Эсте
- 1585—1595: Карл II (1567—1595), сын предыдущего
- 1595—1632: Генрих I (1572—1632), брат предыдущего. В 1618 году женился на Анне Лотарингской, герцогине д’Омаль
- 1632—1641: Людовик II (1620—1641), сын предыдущего
- 1641—1652: Карл III (1624—1652), брат предыдущего. В 1643 году женился на Елизавете де Бурбон, мадмуазель де Вандом, дочери Сезара, первого герцога Вандома

Герб Савойско-Немурского дома с 1652

- 1652—1659: Генрих II (1625—1659), брат предыдущего. В 1651—1657 годах архиепископ Реймсский, потом оставил сан и в 1657 году женился на Марии мадмуазель де Лонгвиль, дочери Генриха II де Лонгвиля

После его смерти Немур вернулся к короне.

### Орлеанский дом
В 1689 году король Людовик XIV отдал Немур своему брату Филиппу, герцогу Орлеанскому:
- 1689—1701: Филипп V (1640—1701), младший сын Людовика XIII
- 1701—1723: Филипп VI (1674—1723), герцог Шартрский, сын предыдущего от второго брака с Елизаветой-Шарлоттой Пфальцской, регент Франции после смерти Людовика XIV. В 1692 году женился на Франсуазе-Марии де Бурбон (второй «мадмуазель де Блуа»), внебрачной, но узаконенной дочери Людовика XIV и Франсуазы де Монтеспан
- 1723—1752: Людовик III Орлеанский (1703—1752), герцог Шартрский, сын предыдущего. В 1724 году женился на Августе Марии Иоганне, дочери Людвига Вильгельма, маркграфа Баден-Баденского
- 1752—1785: Луи-Филипп I Орлеанский (1725—1785), герцог Шартрский, сын предыдущего. В 1743 году женился на Луизе-Генриетте де Бурбон-Конти, дочери принца Людовика-Армана де Бурбон-Конти
- 1785—1792: Луи-Филипп II Эгалите (1747—1793), герцог Шартрский, сын предыдущего. В 1769 году женился на Луизе Марии Аделаиде де Бурбон, «мадмуазель де Пентьевр», дочери герцога Луи Жана Мари де Бурбона и внучке незаконного сына Людовика XIV, графа Тулузского. В 1792 году отказался от всех титулов и принял имя Филиппа Эгалите.
- 1792—1850: Луи-Филипп III Орлеанский, сын предыдущего, с 1830 по 1848 годы король французов Луи-Филипп I. В 1809 году женился на Марии Амалии Бурбон-Сицилийской, дочери короля Обеих Сицилий Фердинанда I

### Номинальные герцоги
- 1850—1896: Луи Шарль Филипп Рафаэль Орлеанский (1814—1896), сын предыдущего. В 1840 году женился на Виктории Саксен-Кобург-Кохари, дочери герцога Фердинанда Саксен-Кобург-Заальфельдского
- 1896—1910: Фердинанд Алансонский (1844—1910), герцог Алансонский, сын предыдущего. В 1868 году женился на Софии Шарлотте Августе, дочери герцога Максимилиана Иосифа Баварского
- 1910—1931: Эммануэль Орлеанский (1872—1931), «герцог Вандомский», сын предыдущего. В 1896 году женился на Генриетте Бельгийской, дочери Филиппа Саксен-Кобургского, графа Фландрского, сына короля Бельгии Леопольда I
- 1931—1970: Шарль Орлеанский (1905—1970), сын предыдущего. Умер бездетным.